# Golfo de León
El golfo de León (en francés: golfe du Lion; en catalán: golf del Lleó; en occitano: golf del/dau Leon; en latín medieval: sinus Leonis, mare Leonis, en latín clásico: sinus Gallicus) es un amplio entrante del mar Mediterráneo situado frente al litoral arenoso de las regiones meridionales de Francia de Occitania y  Provenza-Alpes-Costa Azul, que comprende un tramo de costa desde la frontera con España, en el oeste, hasta Tolón, en el este.

## Geografía
El golfo de León está separado al este, de la costa Azul —en los límites del Languedoc-Rosellón con la Provenza— por el delta que forma el río Ródano en su confluencia con el mar Mediterráneo; y su límite sudoeste está en el encuentro de los Pirineos con el mar Mediterráneo, en la frontera franco-española, que lo separa de la costa Brava catalana (provincia de Gerona).
La plataforma continental está expuesta aquí como una amplia llanura costera, y, mar adentro, el terreno rápidamente cae en laderas hacia las llanuras abisales del Mediterráneo. La costa se caracteriza por la presencia casi continua de un cordón lagunar y de numerosos estanques. Algunas macizos, principalmente de piedra caliza, bordean estas grandes extensiones llanas: así, la montaña de la Clape, en Aude; el antiguo volcán del monte Saint-Loup, en Cap d'Agde separado de la antigua isla de Sète; el monte Saint Clair, del gran estanque de Thau; a continuación, el macizo de la Gardiole directamente al oeste de Montpellier.
El principal puerto del golfo es Marsella, siguiendo en importancia Toulon. La industria pesquera en el golfo se basa en la merluza (Merluccius merluccius), principalmente de arrastre de fondo, aunque en la actualidad disminuye por una pesca antaño excesiva. 
Los principales ríos que desembocan en el golfo son el Tech (84,3 km), Têt (120 km), Aude (224 km), Orb (145 km), Hérault (160 km), Vidourle (85 km) y Ródano (812 km)
Este es el área del famoso viento catabático, frío, violentamente racheado, llamado el mistral.

## Etimología
El nombre actual del golfo apareció al menos en el siglo XIII (en latín sinus Leonis, mare Leonis) y podría venir de la comparación con un león: sugeriría sencillamente que aquella parte del mar sería tan peligrosa como un león porque tiene vientos muy violentos y sorprendentes que amenazan los barcos. Aquella comparación con un león se encuentra en varias fuentes convergentes: el diccionario francés de topónimos de Deroy y Mulon, el gran diccionario occitano de Mistral, la célebre enciclopedia francesa de Diderot y D'Alembert y algunos textos en latín desde el siglo XIII.
Aquellas fuentes (especialmente Deroy y Mulon, Diderot y D'Alembert) rechazan la hipótesis según la cual el nombre tendría una relación con la ciudad de Lyon ya que está muy alejada del golfo.
Otra hipótesis, popular en la región de Montpellier, sería por el avistamiento desde el mar del monte Saint-Loup, que presenta la silueta de un león sedente y del cual se escuchan los rugidos en días de Mistral.
Un nombre anterior, durante la Edad Antigua romana, era sinus Gallicus, en latín clásico, que significa «golfo Gálico».

## Geodinámica
El golfo de León no es un simple margen continental pasivo, sino que es el resultado en el Oligoceno-Mioceno de la rotación antihoraria del bloque corso-sardo contra el cratón Europa. Esta extensión rejuveneció un marco tectónico muy complejo heredado de la evolución Tethyan y la orogénesis pirenaica. La orogenia en el Eoceno que provocó la aparición de los Pirineos comprimió y adelgazó toda la corteza. Los geólogos predicen que habrá considerables yacimientos de petróleo mar adentro en los márgenes del golfo.

## En la cultura popular
Miguel de Cervantes cita el golfo de León en su novela corta El licenciado Vidriera, recreando el tópico de lugar conocido por sus tormentas. De hecho, se cree que el escritor y soldado español fue apresado en esa zona por corsarios argelinos, dando así inicio a casi cinco años de cautiverio. Con anterioridad, Antonio de Guevara ya había citado este golfo en su Menosprecio de corte, donde aludía con sarcasmo al mismo asunto: «Si los pensamientos que el cortesano tiene fuesen vientos y sus deseos fuesen aguas, mayor peligro sería navegar por su corazón que por el golfo de León».
El golfo de León fue citado por el compositor y cantante de Sète Georges Brassens en su canción Supplique pour être enterré à la plage de Sète.